# Elite
Segundo Thomas Bottomore, elite (do francês élite, substantivação do antigo particípio passado eslit, de élire 'escolher, eleger', este do latim vulgar exlegere, do latim clássico eligere, 'escolher') era um termo usado durante o século XVIII para designar produtos de qualidade excepcional. Posteriormente, o seu emprego foi expandido abrangendo grupos sociais; designando um grupo dominante na sociedade ou um grupo localizado em uma camada hierárquica superior, em uma dada estratificação social - tais como as unidades militares de primeira linha ou os elementos mais altos da nobreza.

## Definição
A teoria das elites foi plasmada no pensamento de Gaetano Mosca, com sua doutrina da classe política; Vilfredo Pareto, com sua teoria da circulação das elites, na qual utiliza o termo 'elite' como uma alternativa ao conceito de classe dominante de Karl Marx; Robert Michels, com sua concepção da lei de ferro da oligarquia.[carece de fontes?]
Charles Wright Mills utiliza o termo para referir-se a um grupo situado em uma posição hierárquica superior, numa dada organização, dotado de poder de decisão política e econômica. Robert Dahl descreve a elite como o grupo minoritário que exerce dominação política sobre a maioria, dentro de um sistema de poder democrático.
Elite pode ser uma referência genérica a grupos posicionados em locais hierárquicos de diferentes instituições públicas, partidos ou organizações de classe, ou seja, pode ser entendido simplesmente como aqueles que têm capacidade de tomar decisões políticas ou econômicas.
Pode ainda designar aquelas pessoas ou grupos capazes de formar e difundir opiniões que servem como referência para os demais membros da sociedade. Neste caso, elite seria um sinônimo tanto para 'liderança' quanto para 'formadores de opinião'.
Outra forma de identificar uma elite é aproximando-a da categoria 'classe dirigente', ou seja, um intelectual orgânico, tal como definido por Gramsci. Neste caso, a ideia de formação da opinião pública é substituída pela ideia de construção ideológica, entendida como a direção política em um dado momento histórico. Sob este aspecto, a elite cumpriria também o papel de dirigente cultural.[carece de fontes?]